# Kerman (California)
Kerman è una città statunitense sita nello stato della California, contea di Fresno. Si trova a 24 km ad ovest di Fresno. È divenuta città nel 1946.